# L'Art de la capoeira
L'Art de la capoeira est le quatrième épisode de la première saison de la série d'animation comique Bob's Burgers. Il a été initialement diffusé sur la chaîne Fox aux États-Unis le 13 février 2011.
L'épisode a été écrit par Steven Davis et Kelvin Yu, et réalisé par Anthony Chun. Selon l'indice d'écoute Nielsen, elle a été vue par 4,19 millions de téléspectateurs lors de sa première diffusion. L'épisode comprend la participation de Jon Glaser, Larry Murphy, and Andy Kindler.

## Résumé
Tina entre dans la puberté en passant son temps allongée sur le sol de la cuisine et en gémissant sous les yeux de sa famille. Bob ordonne à Tina de s'occuper du gril au restaurant, ce qui leur permettrait de passer du temps ensemble. Gene et Louise décident de faire une surprise à Tina en lui montrant un nouvel endroit pas loin du restaurant. Ils y vont pendant que Bob travaille seul, et Tina découvre un cours de capoeira dirigé par un séduisant professeur aux cheveux longs, Jairo, dont le style de combat flamboyant et dansant la captive. Elle commence à craquer pour lui et décide de s'inscrire à ses cours. Elle s'exerce longuement à la maison, mais le reste de la famille trouve que la capoeira se rapproche plus de la danse que d'un art martial.
Tina s'intéresse de plus en plus à Jairo, cela l'amène à sécher l'école pour assister à ses cours, qu'elle prolonge pour le voir davantage. Elle néglige son travail au restaurant, laissant Gene et Louise prendre le relais, mais ceux-ci ne parviennent pas à s'occuper du gril comme leur sœur. Bob, qui a l'habitude d'aller aux toilettes à 16h30 pile (il parle d'une réunion d'après-midi), ne peut s'absenter car Tina n'est pas en cuisine pour le remplacer. Il reporte sa « réunion »  et se rend au studio de capoeira pour exiger que Tina retourne avec lui au restaurant. Là, il rencontre Jairo et le blâme, lui et la capoeira. Jairo force Bob à se battre contre lui, mais il gagne facilement en le fouettant avec sa queue de cheval et en le faisant tomber. Bob, n'ayant pas eu le temps d'aller aux toilettes plus tôt, fait à cet instant caca dans son pantalon de manière très embarrassante. Il exige de sa famille qu'elle ne mentionne jamais ce qui s'est passé lors de ce cours et interdit à Tina de continuer d'y assister. Celle-ci recommence à s'allonger sur le sol de la cuisine et à gémir pendant toute la nuit.
Le lendemain, Jairo se rend au restaurant après avoir reçu une lettre de Tina (qui provenait en fait de Louise, mais signée Tina, car elle souhaite que son père se venge de Jairo à propos de l'incident). Il suggère à Tina de revenir au studio parce que la semaine prochaine, tous les participants seront promus au grade supérieur et recevront la corde jaune à enrouler autour de la taille. Tina décide de suivre Jairo et laisse tomber le restaurant.
La famille se rend à la cérémonie de remise de corde de Tina, la Troca de cordão, à l'exception de Bob qui reste pour s'occuper du restaurant. Pendant que Tina se prépare à recevoir sa corde jaune, Bob se dispute avec Teddy au sujet de sa fille ainée, mais il arrive ensuite à se calmer. Il ferme le restaurant pour aller la voir et retrouver Linda et les enfants. Les autres élèves reçoivent leur corde jaune, mais pas Tina, qui n'a pas exécuté les cinq mouvements de base enseignés par le studio. Bob critique cette décision et affirme que Tina mérite ce grade. Ils se disputent à nouveau à 16h30, car Bob est conscient que c'est l'heure de sa « réunion ». Jairo fait trébucher Bob un grand nombre de fois pendant la bagarre, mais Tina soutient maintenant son père contre Jairo. Fâchée contre ce dernier, Tina démissionne et retourne s'occuper du gril, profitant de ce moment père-fille. Au lieu de la corde jaune, Bob lui remet des gants de vaisselle jaunes comme promotion. Il essaie d'obliger Gene et Louise à rester travailler eux aussi, mais Louise lui fait remarquer qu'ils ne sont pas sur le planning. Ces derniers ont appris qu'il y avait un phoque mort sur la plage et pensent que ce serait amusant d'aller sur la jetée pour enregistrer des bruits de frappes et de gifles sur l'animal pour les sampler avec le synthétiseur de Gene.